# Eagle Lake (Teksas)
Eagle Lake – miasto w Stanach Zjednoczonych, w stanie Teksas, w hrabstwie Colorado.